# Dolní Němčí

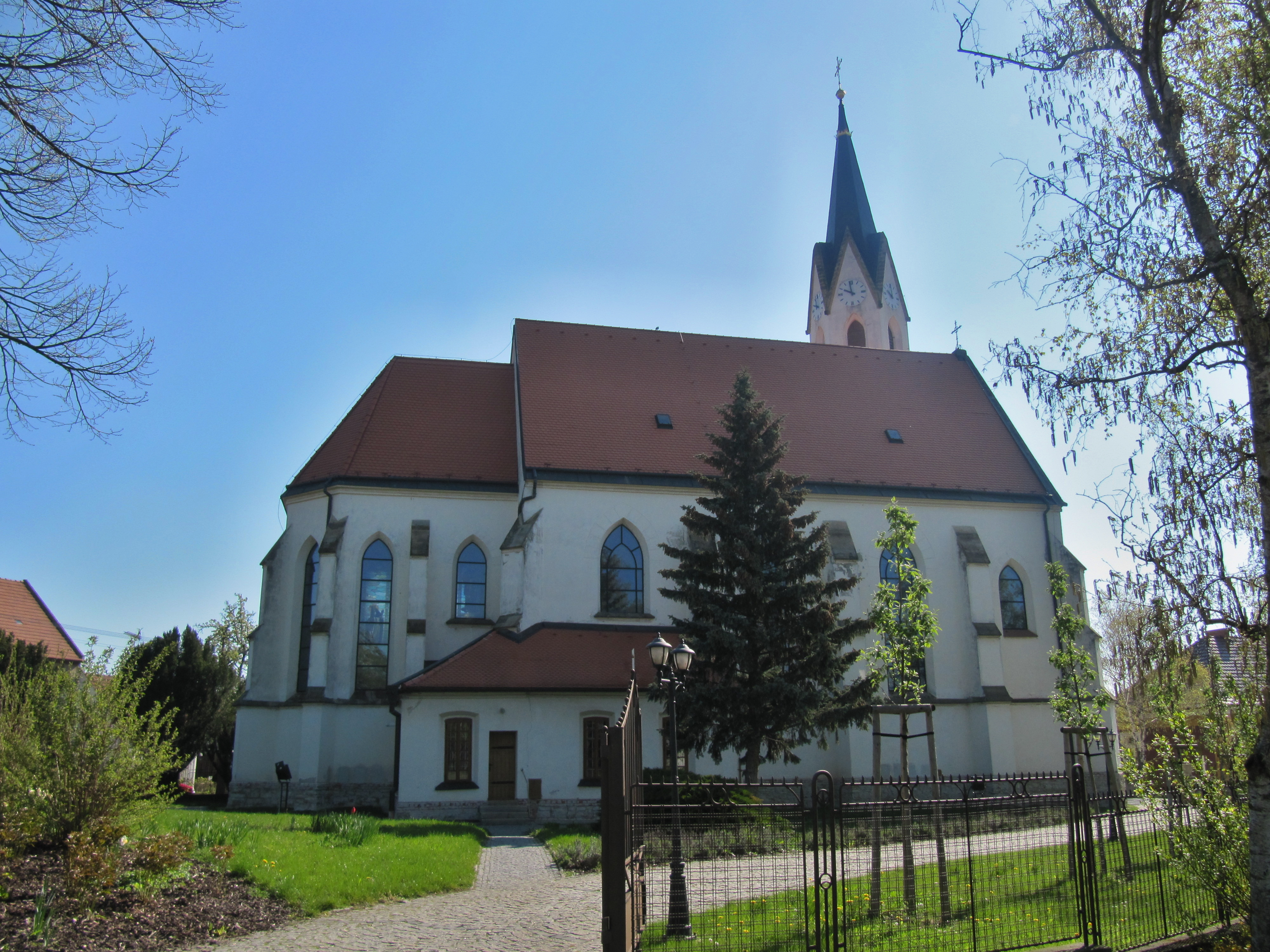
Pfarrkirche

Dolní Němčí, bis 1923 Dolněmčí (deutsch Dolniemtsch, 1939–1945 Unter Niemtsch) ist eine Gemeinde in Tschechien. Sie liegt acht Kilometer südwestlich von Uherský Brod und gehört zum Okres Uherské Hradiště.

## Geographie
Dolní Němčí befindet sich am Nordwesthang der Weißen Karpaten am rechten Ufer des Baches Okluky. Nördlich erheben sich die Stará hora (346 m) und Černá hora (362 m), im Südosten die Nivnické čtvrtky (307 m), südlich der Kolo (490 m) und die Nádavky (364 m) sowie im Südwesten die Babí hora (335 m) und Kobylí hlava (358 m).
Nachbarorte sind Vlčnov im Norden, Uherský Brod und Nivnický Dvůr im Nordosten, Padělský Mlýn, Nivnice, Čupák und Volenov im Osten, Korytná und Slavkov im Südosten, Boršice u Blatnice im Süden, Babí Hora, Blatnička und Blatnice pod Svatým Antonínkem im Südwesten, Ostrožská Lhota im Westen sowie Hluk, Míkovice und Podolí im Nordwesten.

## Geschichte
Das Gebiet der Gemeinde gehörte im Mittelalter zur Provincia Lucensis. Der Chronist Cosmas von Prag berichtet in der Chronica Boemorum, dass 1116 an dieser Stelle ein schweres Gefecht zwischen böhmischen und ungarischen Truppen stattgefunden haben soll. Das Dorf wurde um 1255 im Zuge der Kolonisation der Gegend unter Boresch II. von Riesenburg durch deutsche Siedler gegründet. Das Zentrum der Provincia Lucensis bildete zu dieser Zeit die Feste Vlčnov, der die Dörfer Dolní Němčí, Horní Němčí, Suché Němčí, Slavkov, Boršice und Velká untertänig waren. Der Ausbau der Güter durch Boresch stieß auf Widerstand der ebenfalls expandierenden Stadt Brod. Nachdem Boresch 1277 bei Ottokar II. Přemysl in Ungnade gefallen und hingerichtet worden war, fielen seine südmährischen Besitzungen wieder an den Landesherrn heim. Ottokar II. Přemysl verpachtete diese Güter 1278 an die Königsstadt Brod. Später wurden die ehemaligen Besitzungen Boreschs aufgeteilt und verkauft. Die ursprünglich deutschsprachige Bevölkerung wurde assimiliert. Urkundlich ist Nyemczie seit 1358 nachweisbar. Nach zahlreichen Besitzerwechseln erwarb Jan von Kunowitz 1531 Nyemczie und schlug das Gut seiner Herrschaft Ostroh mit Brod zu. Ab 1592 ist der Ortsname Dolní Niemczy überliefert. 1611 erwarben die Herren von Kaunitz die Herrschaft Brod. Zu den nachfolgenden Besitzern gehörte u. a. Dominik Andreas I. von Kaunitz. 1663 rückten die Kuruzen bis Brod vor, dabei wurde Dolní Němčí geplündert und teilweise verwüstet. Zum Ende des 17. Jahrhunderts bestand das Dorf aus drei Straßen. 1848 wurde der Ort als Unter Niemtchi bezeichnet. Bis zur Mitte des 19. Jahrhunderts blieb das Dorf immer nach Uherský Brod untertänig.
Nach der Aufhebung der Patrimonialherrschaften bildete Dolní Niemczy ab 1850 eine Gemeinde in der Bezirkshauptmannschaft Hradisch. Während des Deutschen Krieges fielen 1866 die Preußen in Dolněmčí ein. Sie schleppten die Cholera ein, an der im selben Jahre 59 Einwohner verstarben. Seit 1872 trug der Ort den Namen Dolněmčí/Dolniemtsch. Im Jahre 1925 wurde der tschechische Ortsname in Dolní Němčí geändert. Während der deutschen Besetzung entstand daraus die deutsche Bezeichnung Unter Niemtsch. 1949 wurde die Gemeinde dem neuen Okres Uherský Brod zugeordnet. Nach der Aufhebung des Okres Uherský Brod, kam Dolní Němčí Ende 1960 wieder zum Okres Uherské Hradiště zurück. Seit 2003 führt die Gemeinde ein Wappen und Banner.

## Gemeindegliederung
Für die Gemeinde Dolní Němčí sind keine Ortsteile ausgewiesen.

## Persönlichkeiten
- Lukáš Ambros (* 2004), Fußballspieler
- David Jurásek (* 2000), Fußballspieler

## Sehenswürdigkeiten
- Kirche des hl. Philippus und Jakobus
- Statue des hl. Florian
- Museum Na Mlýně
- Naturdenkmale Babí hora und Nádavky, südlich des Dorfes
- Naturreservat Vlčnov, nördlich des Ortes an der Černá hora
- Archäologische Fundstätte mit Resten einer keltischen Siedlung, südlich des Dorfes